# Sopwith 1½ Strutter
Die Sopwith 1½ Strutter waren britische Doppeldecker-Kampfflugzeuge des Ersten Weltkrieges. Sie wurden als ein- oder zweisitzige Bomber und als doppelsitzige Aufklärer und Jagdflugzeuge eingesetzt.

## Entwicklung
Im Sommer 1915 suchten die britische Admiralität und das War Office dringend nach einem mit Maschinengewehr bewaffneten Kampfflugzeug und Bomber. Die enge Kommunikation zwischen der Admiralität und deren Lieferant Sopwith führte dazu, dass dieses Thema intensiv von Thomas Sopwith, Werksleiter Fred Sigrist, Chefpilot Harry Hawker und den beiden Leitern der Konstruktionsbüros R. J. Ashfield und Herbert Smith aufgegriffen wurde. Erfahrungen mit dem früheren Rekordflugzeug Sopwith Tabloid, mit Fred Sigrists zweisitzigen Werksflugzeug „Sigrist Bus“, mit dem Hawker am 6. Juni 1915 die bemerkenswerte Höhe von 5600 Metern erreicht hatte und mit dem von Herbert Smith gebauten „Sopwith LCT“ oder "Land Clerget Tractor" (benannt nach seinem 110 PS-Clerget-Motor mit Zugpropeller) mündeten in den Vorschlag für ein kleines zweisitziges Flugzeug mit 80 PS (60 kW) Gnome-Umlaufmotor ein, den Sopwith der Admiralität unterbreitete.
Der Rumpf der Maschine sollte aus einer konventionellen, im hinteren Teil mit Stoff bespannten Holzkonstruktion bestehen; Bug und Motor sollten mit Aluminiumblech verkleidet, Steuer- und Tragflächen aus verschweißten Stahlrohren gefertigt und mit Leinwand bespannt werden. Die einstielig gestützte obere Tragfläche sollte wie bei der „Sopwith LCT“ mittig durch zwei W-förmigen Streben mit dem den Rumpf verbunden werden, weshalb der Typ später statt der üblichen Bezeichnungen wie „Scout“ oder „Bullet“ die merkwürdige Bezeichnung „1½ Strutter“ (=„Eineinhalbstreber“) erhielt.
Der Kraftstofftank war zwischen Pilot und Beobachter in der Mitte des Rumpfes untergebracht, um so Schwerpunktverschiebungen durch den Kraftstoffverbrauch während des Fluges zu minimieren. Dem gleichen Zweck diente das verstellbare Höhenleitwerk, das der Pilot per Handrad zur Horizontaltrimmung der Fluglage anpassen konnte, was sich Harry Hawker später patentieren ließ. Eine weitere Innovation waren die neben dem Rumpfansatz auf der unteren Tragfläche angebrachten Bremsklappen, welche die Landegeschwindigkeit abbremsen, die Landestrecke verringern und zusammen mit der neuen stoßdämpfenden Einzelradaufhängung am Fahrgestell eine sichere Landung auf holprigen Feldflugplätzen gewährleisten sollte.
Vor allem sollte der Sopwith 1½ Strutter das erste britische Flugzeug werden, dessen Maschinengewehr durch den Propellerkreis feuern konnte. Hauptsächlich verwendet wurde das vom russischen Korvettenkapitän Viktor Vladimirovič Dybóvskij für das RNAS entworfene und Warrant Officer F. W. Scarff von der Luftabteilung der Admiralität zur Produktionsreife verbesserte „Scarff-Dibovsky“-Synchronisationsgetriebe, in zweiter Linie auch das von Sopwiths Monteur Harry (H. A.) Kauper entwickelte Sopwith-Kauper-Getriebe; das unzuverlässigere Vickers-Challenger-Synchronisationsgetriebe setzte sich nicht durch.
Neben dem 7,62-mm-Vickers-MG für den Piloten erhielt der im Cockpit dahinter platzierte Beobachter, der über ein gutes Sicht- und Schussfeld verfügte, ein drehbares 7,62-mm-Lewis-MG, das zunächst auf eine Etévé- oder eine Lewis-Lafette, später aber auf den Dreharm der ebenfalls von Scarff entwickelte Drehring-Lafette montiert wurde, die als "Scraff-Ring" zum Standard bei britischen Kampfzweisitzern wurde. Für das Vickers-MG wurden 300 Schuss und für das Lewis-MG fünf Patronentrommeln mit 97 Schuss an Bord mitgeführt.

## Produktion
Der im Auftrag der Admiralität gebaute Prototyp No. 3686 wurde vom 16. Dezember 1915 bis zum 24. Januar 1916 trotz widriger Wetterverhältnisse erfolgreich getestet und im Februar unter der Bezeichnung Admiralty Type 6400S vom Royal Naval Air Service (RNAS) als eines der mit den Nummern 9376 bis 9425 georderten 50 Flugzeuge übernommen, deren Produktion bereits angelaufen war. Es folgten 192 Bestellungen des zweisitzigen Bombers Admiralty Type 6700S und der Einsitzer-Version Admiralty Type 6700; letztere wurden zum Einsatz als Langstreckenbomber anstelle des Beobachtercockpits mit einem Zusatztank versehen. Außerdem wurden vier 23-kg-(50-lbs.)- oder 29-kg-(65-lbs.)-Bomben horizontal im vormaligen Beobachtercockpit aufgehängt, die beim Abwurf durch die vier darunter befindlichen Falltüren hinabfielen. Angetrieben wurden diese Flugzeuge von einem 110 PS (82 kW) starken Clerget-9Z-Umlaufmotor, ab Herbst 1916 gefolgt vom 130 PS (97 kW) leistenden Clerget 9B. Als Bewaffnung wurde das synchronisierte Vickers-MG beibehalten und manchmal auch zusätzlich ein Lewis-MG auf die obere Tragfläche montiert.
Insgesamt ließ die Royal Navy 172 einsitzige Bomber bei Sopwith, Westland und Mann, Egerton & Co bauen. Im April folgten die ersten Bestellungen durch das War Office für das Royal Flying Corps (RFC), das zum Ausgleich seiner schweren Verluste bei der Somme-Offensive im Sommer 70 weitere Flugzeuge als Abgabe vom RNAS erhielt.
Insgesamt wurden beide britische Teilstreitkräfte von acht verschiedenen Herstellern (Sopwith, Fairey Aviation, Hooper & Co, Mann, Egerton & Co, Ruston, Proctor & Co, Vickers Ltd, Wells Aviation und Westland) mit 1520 Sopwith 1½ Struttern geliefert.

## Einsatz
Die Sopwith 1½ Strutter sollten ab April 1916 die veralteten Vickers Gunbus, Airco D.H.1 und Royal Aircraft Factory F.E.2 mit ihren Druckpropellern und Gitterrümpfen ablösen, welche unter der Luftüberlegenheit der deutschen Fokker-Eindecker hohe Verluste erlitten.

### Einsätze durch den RNAS
- Die ersten Sopwith 1½ Strutter bzw. Admiralty Type 6700 gingen im April 1916 an das No. 5 Wing des RNAS in Coudekerque, um die schwerfälligen Caudron G.IV und Breguet Bre.5 des Geschwaders zu eskortieren.[10][11]
- Das ab Mai 1916 für strategische Bombenangriffe neu aufgestellte No. 3 Wing des RNAS, das für strategische Bombenangriffe auf eine Stärke von 100 Flugzeugen gebracht werden sollte, erhielt seine geplanten 20 1½ Strutter wegen der vordringlichen Abgaben an des RNAS an das RFC erst im Oktober 1916 und flog damit vom Flugplatz in Luxeuil bei Belfort Bombeneinsätze gegen Industrieziele in Hagendingen, Dillingen und an der Saar. Das Wing eskortierte zudem die Farman- und Breguet-Michelin-Bomber der französischen 4ème Groupe de Bombardement, etwa beim Angriff gegen die Benzinlager in Mülheim am 30. Juli 1916 oder am 12. Oktober 1916, als es mit 13 Sopwith 1½ Strutter und sechs Breguet 5 eine französische Formation aus elf Farman F.42, sieben Breguet IV und einer Breguet V begleitete. Deren Angriff traf jedoch anstatt der Mauserwerke in Oberndorf irrtümlich Donaueschingen, wobei sechs französische und drei britische Flugzeuge abgeschossen wurden[12]. Hinzu kamen gemeinsame Bombenangriffe beider Wings auf die Luftschiffstationen in Evere, Berchem / Ste. Agathe und Cognelee, das Munitionslager in Lichtervelde und die Werften in Hoboken.
- Anfang 1917 gingen die Sopwith 1½ Strutter auch an  die Wings 1, 2 und 6.
- Die 1½-Strutter  der Seeflugzeugstationen Mullion, Pembroke und Prawle Point  führten ab April 1917 U-Boot-Patrouillen an der Küste durch. Ebenso wurden die Flugzeuge des RNAS ab Juni 1917 im Mittelmeer eingesetzt, wo sie von den Seeflugzeugstationen und Flugplätzen in Otranto, Smyrna und den Ägäisinseln aus Einsätze zur U-Boot-Abwehr sowie als Bomber ausführten.
- Unter besonderer Geheimhaltung wurden Versuche durchgeführt, die 1½-Strutter bordgestützt auf Kriegsschiffen zu verwenden. Im März 1918 misslang zwar der erste Start einer 1½-Strutter von der Turmplattform des Schlachtkreuzers Repulse, aber am 4. April 1918 gelang es Captain F. M. Fox mit seinem mit Funk-Telegraph und Signallampe ausgerüsteten Beobachter von einer Plattform auf dem Q-Turm des australischen Schweren Kreuzers Australia zu starten. Danach wurden immer mehr Schlachtschiffe und Schlachtkreuzer mit zweisitzigen Aufklärungsflugzeugen – meist 1½  Strutter – ausgerüstet, um per Funk die Feuerleitung der schweren Schiffsgeschütze zu übernehmen. Erst nach dem Krieg erschien dazu der Bericht eines Seeoffiziers: "Mein Schiff hatte eine Camel und einen 1½-Strutter an Bord. Diese wurden auf unseren Geschütztürmen getragen. Die 1½-Strutter wurde zu Aufklärungszwecken eingesetzt, und die Camels des Geschwaders führten Formationsflüge durch. Die Art der Auslösung erfolgt durch einen "Schnellstarter". Vor dem Abflug dampft das Schiff etwa 30° gegen den Wind und richtet den Turm dann um 30° in den Wind. Die Schutzklemmen werden von den Querrudern, Höhenrudern und Seitenrudern abgenommen und der „Schnellstarter“ vorbereitet. Der Pilot startet dann den Motor und lässt ihn allmählich bis zur maximalen Umdrehung hochlaufen. Auf sein Handzeichen lassen die Männer, die die Vorderkante des unteren Flugzeugs festhalten, los und geben die Maschine frei, und auf ein weiteres Signal, gewöhnlich eine vom zuständigen Offizier geschwenkte Flagge, zieht der Luftfahrzeug-Mechaniker den „Schnellstarter“, woraufhin die Maschine startet und von der Plattform abhebt. Bis dahin hält allein der Schnellstarter allein, während der Motor läuft, die Maschine. (…)  Die Strecke zum Abheben beträgt nicht mehr als 9 Meter." Am Ende des Krieges verfügte die Grand Fleet über mehr als 100 solcher Bordflugzeuge und 22 Kreuzer mit Startplattformen.[8]

### Einsatz durch das RFC und die RAF
- Die ersten an das RFC gelieferten Sopwith 1½ Strutter wurden dem ‚A‘- und dem ‚B‘-Flight der No. 70 Squadron des Royal Flying Corps in Fienvillers zugeteilt und zusammen mit den Martinsyde Elefants der No. 27 Squadron bei der Schlacht an der Somme eingesetzt.
- Im Oktober 1916 ging die No. 45 Squadron mit elf Sopwith 1½ Strutters in Fienvillers in den Einsatz; Captain Geoffrey Hornblower Cock wurde mit 13 Luftsiegen zum erfolgreichsten Jagdflieger auf einer Strutter.
- Anfang 1917 folgten die Belieferung der Squadrons 43 und 45 des RFC. Kritisch vermerkte der Führer der No. 43 Squadron, Major Sholto Douglas: "Wir stellten fest, dass unsere wertvollen Flugzeuge viel zu langsam waren, wenn sie gegen die neuen Albatros- und Halberstadt-Scouts antraten, die von den Deutschen in den Einsatz gebracht worden waren (...) Die Sopwith 1½ Strutter war kein besonders leicht zu wartendes Flugzeug, und da wir einige Anpassungen vornehmen mussten, bevor wir die Maschinen einsetzen konnten, waren sowohl Bodenmannschaften als auch Besatzungen unter Hochdruck beschäftigt (...) Unsere Sopwith 1½ Strutters litten unter den gleichen ernsten Problemen wie alle Flugzeuge mit Umlaufmotor: Ihre Leistungen fielen ab 3000 Meter Höhe deutlich ab (...) die Überlegenheit der feindlichen Flugzeuge gab uns wenig Gelegenheit zu effektiven Angriffen. Nach einigen haarsträubenden Erfahrungen stellten wir für uns fest, dass wir uns deren Formationen von unten nähern mussten, um sie dann zum Angriff auf uns herauszufordern; wenn sich die Huns dann auf uns herab stürzten, mussten wir uns auf die Schießkünste unserer Beobachter verlassen".[13] Auch ein Bericht der No. 45 Squadron wies auf die schwierigen und oft nächtelangen Wartungsarbeiten der Mechaniker an den störanfälligen Clerget-Motoren hin.[13]

Im "Bloody April" 1917 erlitten die britischen Flieger gegen die neueren deutschen Kampfflugzeuge an der Westfront so schwere Verluste, dass Dutzende der inzwischen an Geschwindigkeit und Feuerkraft unterlegenen Sopwith 1½ Strutter verloren gingen. Diese galten abgesehen von den aufwändig zu wartenden Clerget-Motoren zwar als zuverlässig und einfach zu handhaben, waren aber spätestens ab diesem Zeitpunkt veraltet. Hinzu kam, dass der große Abstand zwischen Piloten- und Beobachtersitz die mündliche Verständigung miteinander behinderte, so dass Beobachter und Piloten behelfsmäßig über Zugseile vereinbarte Signale austauschen mussten. Ein Pilot bezeichnete das Maschine als „gutes Reiseflugzeug, aber kein Kriegsflugzeug“. Das RFC ersetzte sie daher bis Oktober 1917 an der Westfront durch modernere Baumuster wie die Sopwith Camel und verwendete sie als Abfangjäger gegen deutsche Luftschiffe und Großbomber bei den zur Home Defence eingesetzten Squadrons 37, 44 und 78. Die letzten Abfangjäger flogen bis Juli 1918 bei der Squadron 78 in Martlesham und in Suttons Farm. Zahlreiche Sopwith 1½ Strutter wurden auch noch danach als Schul- oder Verbindungsflugzeuge weiter verwendet.

### Einsatz durch Verbündete Großbritanniens und nach dem Ersten Weltkrieg
- Da die veralteten und aufgrund schwerer Verlusten nur noch nachts eingesetzten französischen Bomber der Typen Breguet-Michelin, Voisin, Farman und Caudron dringend ersetzt werden mussten, bat der französische Oberbefehlshaber Robert Nivelle den britischen Verbündeten dringend um die Abgabe möglichst vieler Sopwith 1½ Strutter. Die Briten konnten nur 9 zweisitzige und 67 einsitzige Flugzeuge – 40 davon allerdings ohne Motoren – liefern, dazu überließen sie ihm die gesamten Produktionsunterlagen.[12][15] Nivelle gab damit kurzentschlossen eine Bestellung von 4200 Stück bei den Firmen Amiot, Bessoneau, Darracq, Lioré et Olivier, Hanriot, Sarazin Frères, S.F.A. und R.E.P. in Auftrag und ließ die Kosten gegen die erheblichen Erlöse verrechnen, die durch die britische Lizenzproduktion französischer Typen aufgelaufen waren.[8] Die ersten Maschinen gingen ab Juni 1917 in den Einsatz, als sie bereits den deutschen Albatros-Jägern deutlich unterlegen waren; beginnend mit den Escadrilles SOP 129, 131 und 132 wurden insgesamt 74 Escadrilles mit den veralteten Flugzeugen ausgerüstet. Infolge der überdimensionierten Bestellung vom Frühjahr 1917 geriet die Aéronautique Militaire in Schwierigkeiten, denn obwohl Ende 1917 die Herstellung den neueren Breguet 14 und Salmson 2 längst auf Hochtouren lief, musste sie einen nicht-endenden Zustrom von veralteten SOP.-Typen auf die Verbände verteilten. Nachdem das französische Oberkommando dargelegt hatte, dass im I. Quartal 1918 immer noch 2/3 der französischen Armee-Fliegerabteilungen mit der Sopwith 1½ Strutter ausgerüstet sein würden, stellte der Präsident der Luftfahrt-Unterkommission und Abgeordnete des französischen Parlaments d'Aubigny fest: "Wir bekommen ebenso eine "Sopwith-Krise", wie wir sie bereits bei Farman-Flugzeugen erlebt haben, mit den gleichen gravierenden militärischen wie finanziellen Auswirkungen". Als die Produktion im April 1918 endlich auslief, waren trotz massiver Abgaben an Flugschulen und Verbündete noch 395 SOP.-Aufklärer und 47 SOP.-Bomber im Fronteinsatz und weitere 965 Aufklärer in Reserve; die letzten Frontflugzeuge wurden erst im Oktober 1918 ausgesondert.[16]
- 1918 kauften die American Expeditionary Forces der französischen Armee 514 Sopwith 1½ Strutter ab, davon 384 SOP.1A2 und 130 SOP.1B1. Diese wurden mit wenigen Ausnahmen vor allem in Issoudun als Schulflugzeuge verwendet, 21 wurden an die US Navy weiter gegeben[17]. Die 88th, 90th und die 99th US-Aero Squadrons setzten jedoch eine Zeit lang die 1½-Strutter an der Front ein, bis modernere Kampfflugzeuge zur Verfügung standen.[18]
- Vier Sopwith 1½ Strutter gingen an die US Navy und wurden auf deren Stützpunkten in Mouchic und Pauillac verwendet.
- Die 2ème, 3ème und 4ème Escadrille der Aviation Militaire Belge erhielten insgesamt 27 in Frankreich gebaute Sopwith 1½ Strutter.
- Die russische Kriegsluftflotte, die nicht einmal die Hälfte ihres Flugzeugbedarfs aus heimischer Produktion decken konnte, erhielt 120 bis 140 britische „Sopwith“ und etwa 30 weitere aus französischer Produktion; dazu kam die Lizenzfertigung bei den Firmen Dux und Lebedew von weiteren 100 Flugzeugen. Im russischen Bürgerkrieg verwendeten die weißen und roten Fliegereinheiten weiterhin Sopwith 1½ Strutter.
- Das Australian Flying Corps nutzte die Sopwith 1½ Strutter als Schulflugzeug, die australische Marine eine Ship-Strutter als Bordflugzeug auf der HMAS Australia.
- Fünf Sopwith 1½ Strutter, die bei Bombenflügen gegen Deutschland in den Niederlanden notgelandet waren und dort interniert worden waren, wurden von der Luchtvaart Afdeeling der niederländischen Armee verwendet.[19]
- das rumänische Corpul de Aviație Român erwarb 17 Maschinen.
- Mindestens 15 Flugzeuge gingen nach Japan.
- 10 Flugzeuge wurden an Griechenland geliefert.[20]
- Weitere Sopwith 1½ Strutter wurden in der Nachkriegszeit von den Fliegertruppen in Afghanistan, Brasilien, Mexiko, Polen, Norwegen,  der Ukraine, in Estland, Litauen und Lettland verwendet.

## Varianten
- Die Grundversion waren der "Admiralty Type 9400S" als zweisitziges Langstrecken-Jagdflugzeug, der "Admiralty Type 9400L" als zweisitziger Kurzstrecken-Jagdbomber mit kleinem Bombenschacht unter dem Beobachtersitz und der "Admiralty Type 9700" als einsitziger Bomber mit anstelle eines hinteren Cockpits eingelassenem Bombenschacht. Im Einsatz wurden daran häufig Veränderungen vorgenommen; so wurde u. a. in der Mitte der oberen Tragfläche ein Sichtausschnitt angebracht oder ein Lewis-MG aufmontiert. Versuchsweise wurde zumindest ein Flugzeug mit dem 110 PS Le Rhone-Umlaufmotor versehen.
- Die in Lizenz in Frankreich hergestellten, mit den britischen Originalversionen nahezu baugleichen, aber in vielfach größerer Menge gebauten Typen erhielten die Bezeichnungen SOP.1A2 (Aufklärungszweisitzer), SOP.1B2 (zweisitziger Bomber) oder SOP.1B1 (einsitziger Bomber) und wurden von Clerget-Motoren der 9B-Serie (9Ba 135 PS, 9Bb 135 PS oder 9Bc 145 PS) oder den Le Rhône 9J (110 PS) oder 9Jby (135 PS) angetrieben, während für die Schulflugzeuge SOP.1E2 der 80 PS-Le Rhône 9C-Motor verwendet wurde[8]
- Comic Fighter: zur Abwehr von Zeppeline und schweren deutsche Fernbombern wurden etwa 70 Sopwith 1½ Strutter zu einsitzigen Nacht- und Abfangjägern umgebaut; dazu wurden das vordere Cockpit abgedeckt, der Platz des Piloten nach hinten verlegt und statt des Vickers-MG ein Lewis-MG auf die oberen Tragfläche montiert, welches über den Propellerkreis hinweg nach vorn feuerte. Auf Veranlassung von Captain F.W. Honnett, Flight Commander des „A“ Flight der No. 78. Squadron, R.A.F. wurden bei mindestens einem Strutter vor dem Cockpit ein 80° nach oben gerichtetes Doppel-MG und Suchscheinwerfer angebracht.[8]
- Ship-Strutter: 58[21] Sopwith 1½ Strutter wurden als Ship-Strutter unter strenger Geheimhaltung für Versuche in der Isle of Grain oder für den Einsatz auf Flugzeugträgern wie der Argus, Furious und anderen Kriegsschiffen hergerichtet, um Deckstarts und -landungen, Fangvorrichtungen und Notwasserungen zu üben. Diese wurden teilweise und mit Kufenlandegestellen ausgerüstet und hatten zusätzlich am Rumpf angebrachte Schwimmkörper, um ein Versinken des Flugzeugs bei einer Notwasserung zu vermeiden.[22]
- Als verkleinerte Version der Strutter erschien Ende 1916 der sehr erfolgreiche Jagdeinsitzer Sopwith Pup.

## Bilder

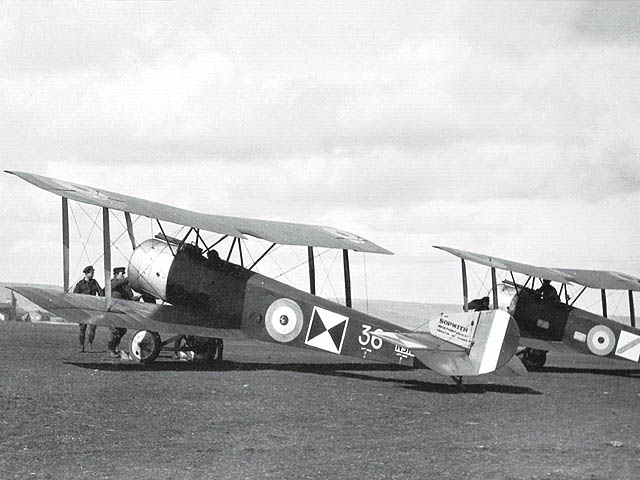
Sopwith 1½ Strutter des Wing 3 des RNAS
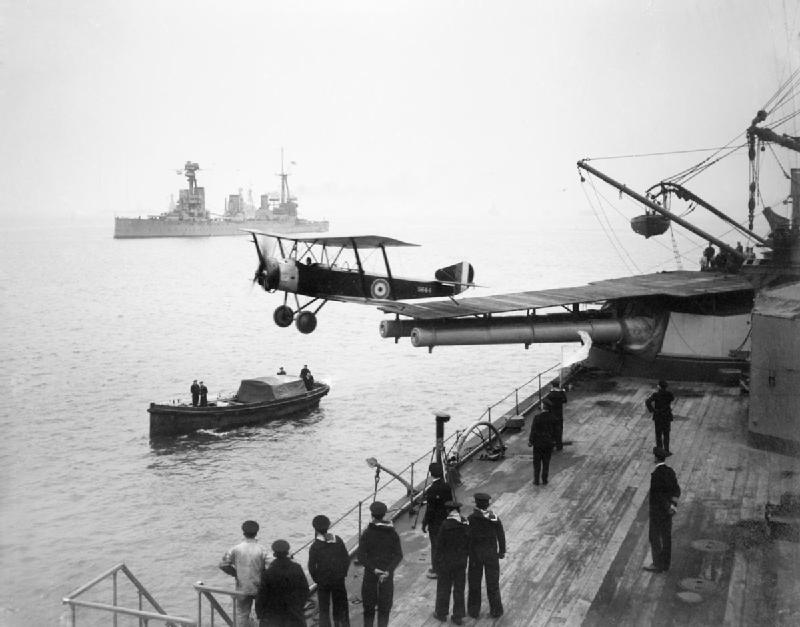
Sopwith 1½ Strutter beim Start vom Deck der HMAS Australia
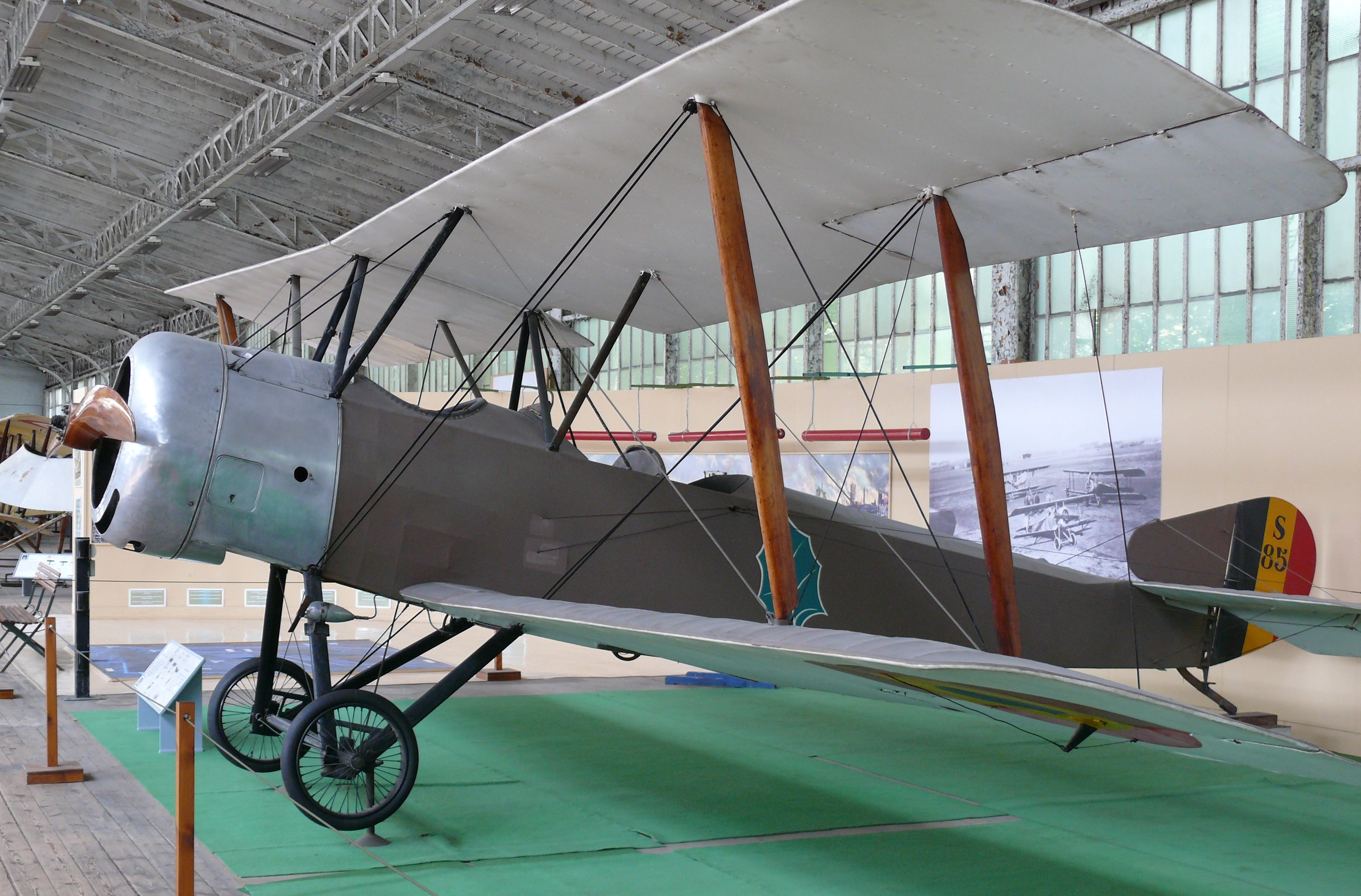
Sopwith 1½ Strutter im Musée Royal de l’Armée in Brüssel
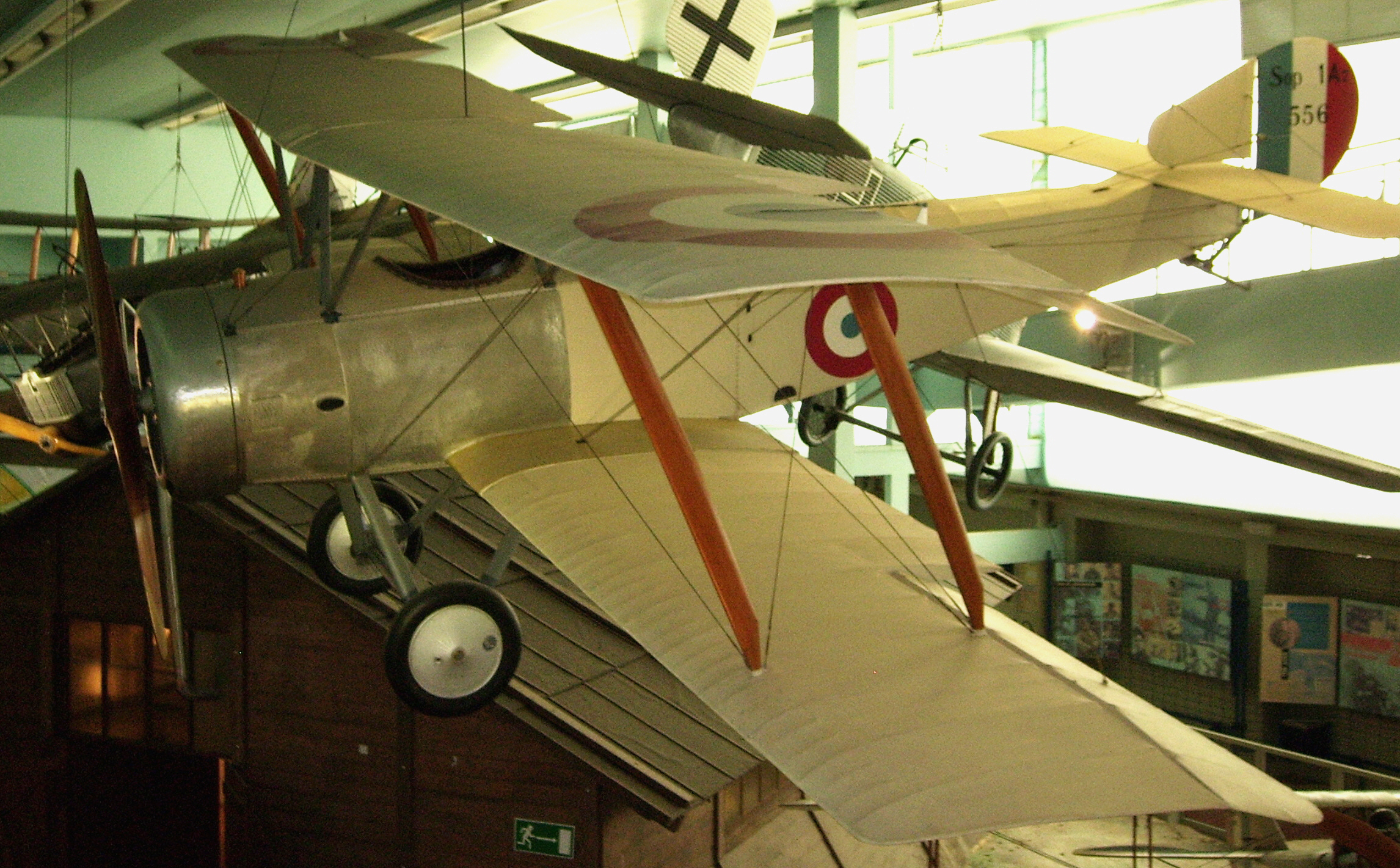
Sopwith 1½ Strutter im Musée de l’air et de l’espace in Le Bourget bei Paris
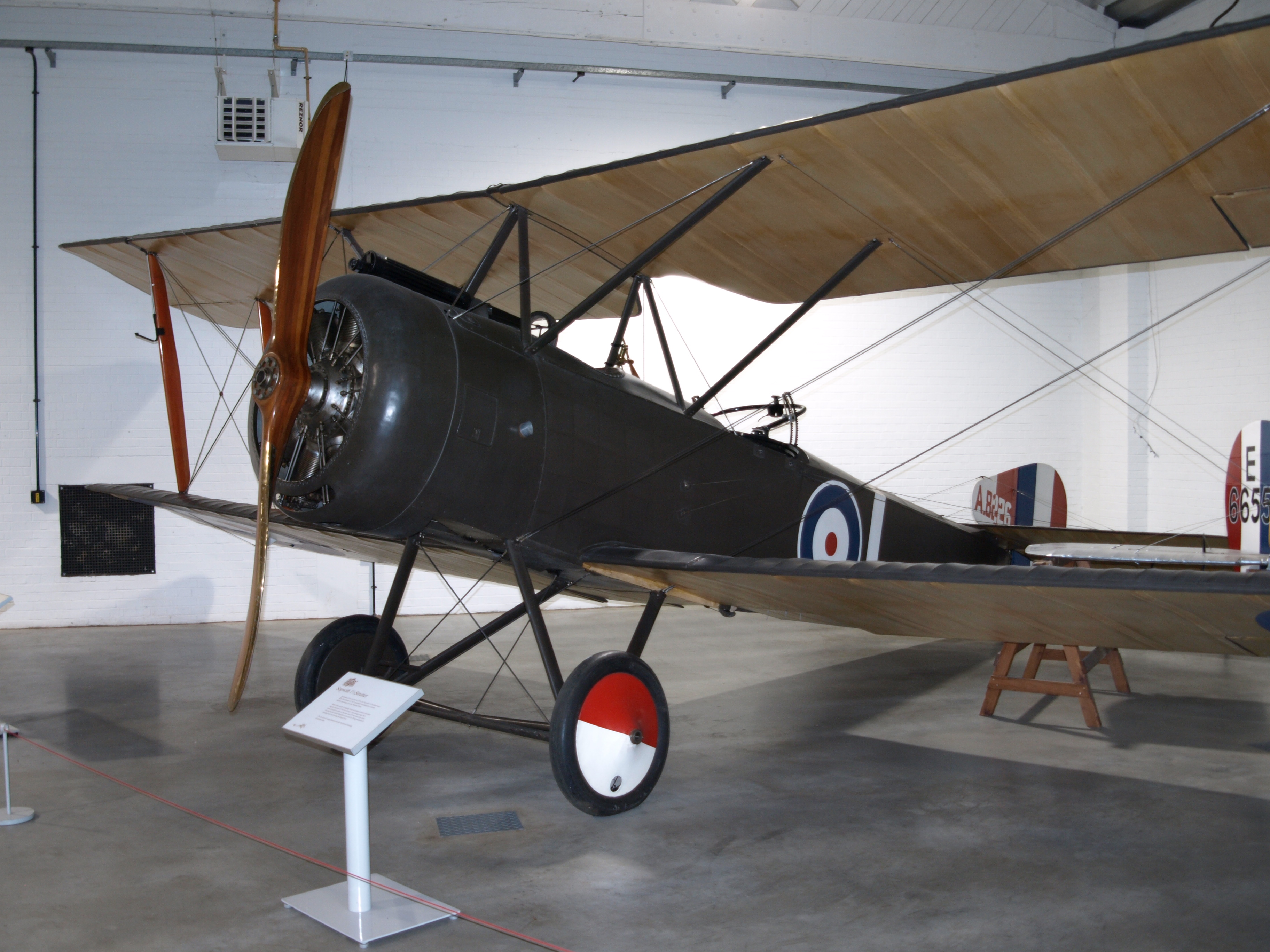
Sopwith 1½ Strutter im Royal Air Force Museum in London
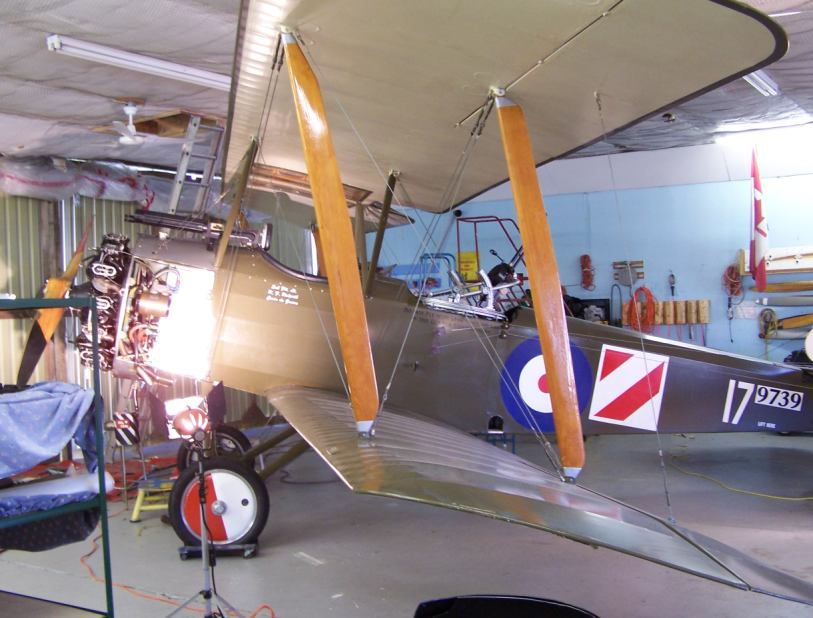
Sopwith 1½ Strutter-Nachbau in Brampton in Kanada
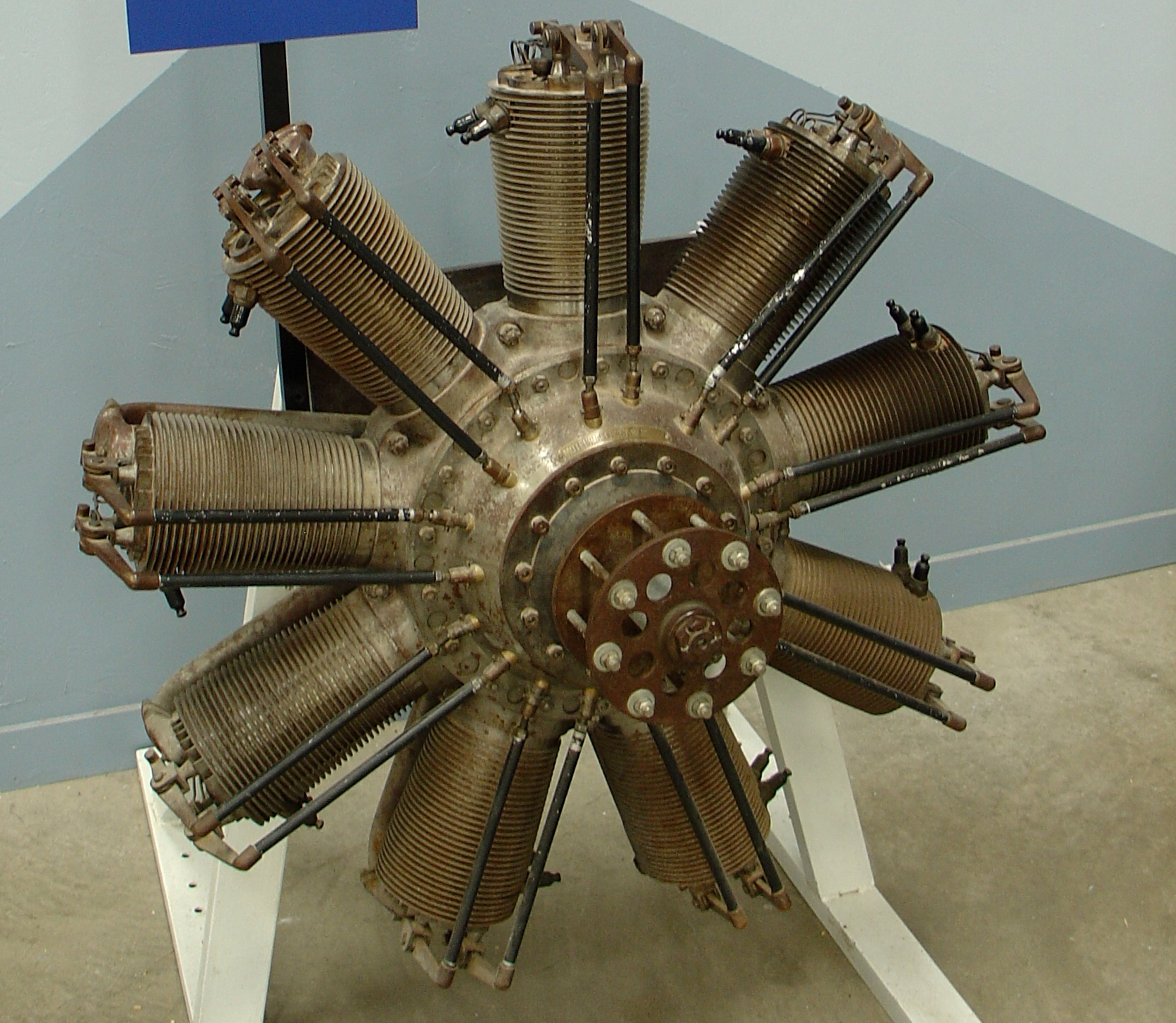
9-Zylinder-Umlaufmotor Clerget 9 B

## Technische Daten

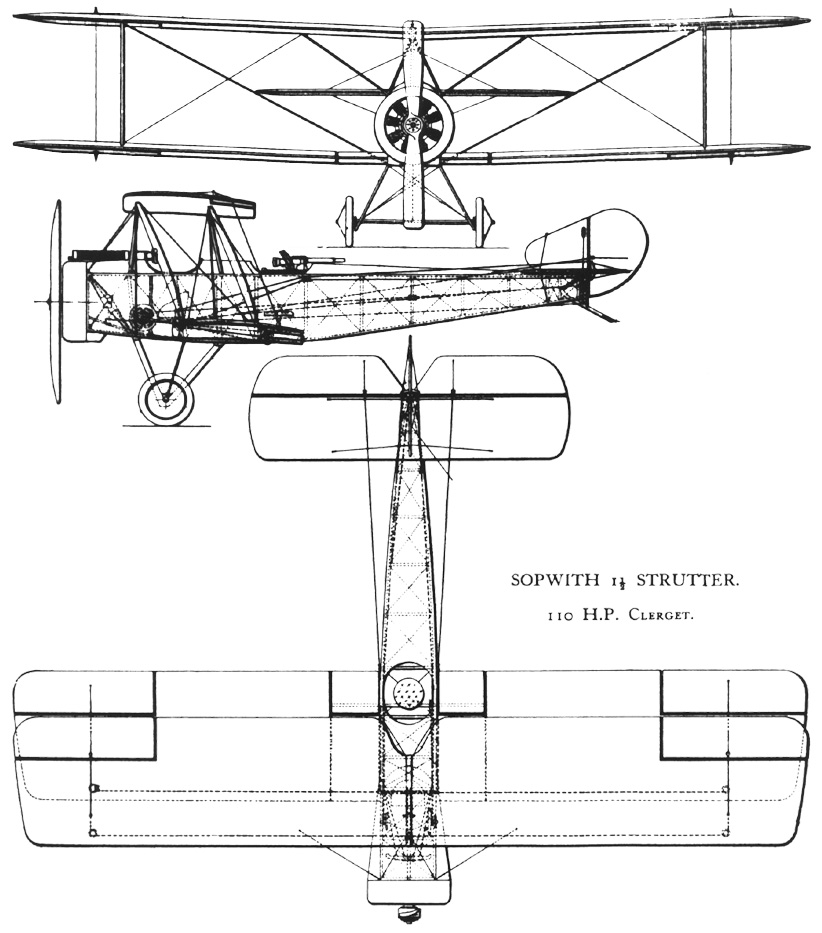
Dreiseitenansicht

| Kenngrößen            | Daten                                                                                            |
| --------------------- | ------------------------------------------------------------------------------------------------ |
| Besatzung             | Pilot und Beobachter                                                                             |
| Länge                 | 7,7 m                                                                                            |
| Spannweite            | 10,21 m                                                                                          |
| Höhe                  | 3,12 m                                                                                           |
| Flügelfläche          | 32,14 m²                                                                                         |
| Leermasse             | 570 kg                                                                                           |
| Startmasse            | 975 kg                                                                                           |
| Antrieb               | ein Umlaufmotor Clerget 9B, 130 PS (97 kW)                                                       |
| Höchstgeschwindigkeit | auf NN: 164 km/h in 1980 m Höhe: 161 km/h                                                        |
| Steigzeit             | auf 2000 m: 10:30 min auf 3000 m: 20 min auf 4000 m: 35 min                                      |
| Dienstgipfelhöhe      | 3960 m                                                                                           |
| Reichweite            | 565 km                                                                                           |
| Bewaffnung            | 1 × 7,7-mm-Vickers-MG, 1 × 7,7-mm-Lewis-MG,                                                      |
| Bombenzuladung        | als Einsitzer: 4 × 29 kg als Zweisitzer: 4 × 25 kg als U-Bootjäger: 2 × 30 kg 4 × 29,5-kg-Bomben |

## Leistungsvergleich
Die Sopwith 1½ Strutter im Leistungsvergleich (ca. Frühjahr 1917):
| Name                | Land                   | Motorstärke | max. Geschwindigkeit | Startmasse | MG | Gipfelhöhe |
| ------------------- | ---------------------- | ----------- | -------------------- | ---------- | -- | ---------- |
| Sopwith 1½ Strutter | Vereinigtes Königreich | 130 PS      | 164 km/h             | 975 kg     | 2  | 3960 m     |
| Nieuport 12         | Frankreich             | 110 PS      | 144 km/h             | 875 kg     | 2  | 4300 m     |
| R.A.F. F.E.2        | Vereinigtes Königreich | 160 PS      | 147 km/h             | 935 kg     | 1  | 3353 m     |
| R.A.F. R.E.8e       | Vereinigtes Königreich | 150 PS      | 164 km/h             | 1302 kg    | 2  | 4115 m     |
| Roland C.II         | Deutsches Reich        | 160 PS      | 160 km/h             | 1340 kg    | 2  | 4500 m     |
| Albatros C.III      | Deutsches Reich        | 160 PS      | 140 km/h             | 1353 kg    | 2  | 3350 m     |